# Seznam osebnosti iz Občine Kozje
Seznam osebnosti iz Občine Kozje vsebuje osebnosti, ki so se tu rodile, delovale ali umrle.

## Kultura
- Anton Pavlič, podobar in slikar (1848, Buče – ?)
- Anton Kaspret, zgodovinar (1850, Lesično – 1920, Črna na Koroškem)
- Anton Aškerc, pesnik, duhovnik in arhivist; služboval je v Podsredi (1856, Rimske Toplice – 1912, Ljubljana)
- Ludvik Klakočer, prevajalec in pevovodja (1906, Vetrnik – 1986, Sydney)
- Vlado Golob, glasbeni publicist, urednik in pedagog (1914, Kozje – 1986, Maribor)
- Marjan Marinšek, kulturnik, zbiratelj, citrar in pisatelj (1941, Kozje – 2011, Slovenj Gradec)

## Religija
- Primož Trubar, protestantski duhovnik, pisec in prevajalec; pridigal je v cerkvi sv. Trojice v  Dobležičah (1508, Rašica – 1586, Derendingen)
- Ema Krška, koroška redovnica in svetnica (okoli 980, Pilštanj – 1045, Krka)
- Jožef Ulaga, duhovnik, zbiratelj narodnopisnega gradiva in nabožni pisatelj (1815, Podsreda – 1892, Šentvid pri Grobelnem)
- Alojzij Čižek, duhovnik in katehetični pisatelj (1869, Pilštanj – 1933, Jarenina)

## Šolstvo in izobraževanje
- Lavoslav Koprivšek, klasični filolog, gimnazijski profesor in prevajalec (1839, Buče – 1916, Maribor)
- Anton Gnus, šolnik (1863, Pilštanj – 1944, Dol pri Hrastniku)
- Ciril Hočevar, učitelj in telesnokulturni delavec (1896, Zagorje – 1978, Maribor)
- Janko Belak, profesor in ekonomist (1946, Gubno)

## Drugo
- Ivan Ranger, avstrijski slikar, menih in redovnik; poslikal je cerkev Zagorske Matere Božje v Zagorju (1700, Tirolska – 1753, Lepoglava)
- Franc Guzaj, kriminalec, junaški izobčenec (1839, Primož pri Šentjurju – 1880, Košnica pri Celju)
- Marija Broz Javeršek, Titova mati (1864, Trebče – 1918, Klinča Sela)
- Arnold Schober, arheolog (1886, Podsreda – 1959, Gradec)
- Tončka Čeč, partizanka, prvoborka in narodna herojinja, sekretarka kozjanskega okrožja; leta 1942 je bila ranjena in ujeta na Topolovem, od koder so jo prepeljali v Celje (1896, Trbovlje – 1943, Koncentracijsko taborišče Auschwitz)
- Stanko Sotošek, gozdarski strokovnjak (1903, Podsreda – 1956, Ljubljana)
- Slavko Čepin, agronom (1936, Bistrica)
- Peter Kozmus, nekdanji predsednik svetovne čebelarske organizacije APIMONDIA
- Attemsi, plemiška rodbina, lastniki gradu Hartenštajn na Pilštanju